# Vrchteplá
Vrchteplá je naseljeno mjesto u okrugu Považská Bystrica u Trenčínskom kraju u Slovačkoj.

## Stanovništvo
| Godina:     | 1993. | 2003.   | 2013.   | 2023.   |
| ----------- | ----- | ------- | ------- | ------- |
| Broj ljudi: | 272   | 254     | 264     | 244     |
| Razlika:    |       | -6,61 % | +3,93 % | -7,57 % |

| Godina:     | 2022. | 2023.   |
| ----------- | ----- | ------- |
| Broj ljudi: | 243   | 244     |
| Razlika:    |       | +0,41 % |

Prema podatcima o broju stanovnika iz 2023. godine naselje je imalo 244 stanovnika.

## Vanjske poveznice
|  | Zajednički poslužitelj ima još gradiva o temi Vrchteplá |

- Službena stranica naselja (sl.)